# 维多利亚·贝克汉姆
贝克汉姆爵士夫人维多利亚·卡洛琳，OBE（1974年4月17日— ），婚前姓亚当斯（Adams），英国的女歌手和时尚设计师，為前流行组合辣妹合唱團的成员之一。在辣妹时期人們稱她為「Posh Spice」。1997年維多莉亞开始和英格兰足球豪门曼联队球星大卫·贝克汉姆约会，这一关系吸引了当时众多媒体的关注，这对情侣于1999年7月4日在爱尔兰都柏林的路特尔斯顿城堡举行婚礼。贝克汉姆的队友加里·内维尔为伴郎而他们四个月的大儿子布鲁克林则是持婚戒童。
两人当时被称作「金童玉女」的结合，维多利亚與碧咸育有三名兒子和一名女兒。
2025年英皇壽辰授勳，英王查爾斯三世表彰丈夫大卫·贝克汉姆對體育及慈善的貢獻，冊封他為下級勳位爵士。维多利亚因而成為贝克汉姆爵士夫人。

## 唱片分类

### 专辑
- 2002年 维多利亚·贝克汉姆同名专辑 英国 #10

### 个人
| 年份   | 歌手                                               | 专辑                         | 排行榜 | 排行榜 | 排行榜   | 声频  |
| 年份   | 歌手                                               | 专辑                         | 英国   | 爱尔兰 | 澳大利亚 | 声频  |
| ------ | -------------------------------------------------- | ---------------------------- | ------ | ------ | -------- | ----- |
| 2000年 | "《Out of Your Mind》" (与真实的舞者和丹尼·鲍威尔) | Truestepping                 | 2      | --     | 27       | .ⓘ    |
| 2001年 | "《Not Such An Innocent Girl》"                    | Victoria Beckham             | 6      | --     | 36       | .ⓘ    |
| 2002年 | "《A Mind of Its Own》"                            | Victoria Beckham             | 6      | --     | --       | .ⓘ    |
| 2003年 | "《This Groove》"/"《Let Your Head Go》"           | "Open Yor Eyes" (取消的专辑) | 3      | 17     | --       | .ⓘ .ⓘ |

## 個人品牌

### 品牌历史
2003年，Victoria Beckham提出注册同名的欧盟商标——Victoria Beckham，2006年获准注册。2008年，Victoria Beckham正式推出Victoria Beckham品牌，简称VB。品牌早期只有她自己和兩名員工所組成的團隊。而早期的時裝展，資金不足只能夠起用兩名模特兒。及後品牌開始其他品牌合作，包括Target的聯乘系列、與Estée Lauder推出同名化妝品牌等等。
2018年7月，Victoria Beckham在官方網站上公布了與運動品牌Reebok的限量合作系列, 包括有T-shirt、衛衣及襪子, 引起網民注目。
2018年，為個人品牌再次拍攝08年自己為Marc Jacobs拍攝的巨型紙袋廣告。
2018年9月，個人品牌成立十週年，Victoria Beckham在紐約時裝周期間回到自己的家鄉倫敦，於Dover Street旗艦店旁的畫廊中舉辦時裝展。除了Beckham一家到場支持外，行内的好友Kim Jones也有到場支持。
2019年 ，创立Victoria Beckham Beauty，是Victoria Beckham品牌美妆线。2020年的报道指，Victoria Beckham品牌最近数年的年度损益表显示品牌经营不利，盈利困难。推出Victoria Beckham Beauty，被认为是实现品牌盈利之举。

### 欧盟之外的“VB”商标异议
Victoria Beckham品牌的简称VB在台湾、澳大利亚均引起商标异议。2017年，台湾高雄的黄姓商人在智慧財產局注册VB商标，获得批准。面对这一情况，Victoria Beckham委托律师起先向黄姓商人请求“商标并存”、500英镑“更改文字”，均未获同意。律师再向智慧財產局提出，黄某“似乎意圖抄襲，依法應該撤銷”。智慧財產局同意律师意见，在2020年7月间撤销黄某拥有的VB商标。
2020年10月黄某向智慧財產局提出異議成功保住商標。（页面存档备份，存于）
2020年3月，澳大利亚知识产权局做出裁决，支持悉尼护肤品公司在商标中使用字母“VB”。Victoria Beckham向联邦巡回法院提起上诉。